# Lethrus crenulatus
Lethrus crenulatus is een keversoort uit de familie mesttorren (Geotrupidae). De wetenschappelijke naam van de soort werd in 1845 gepubliceerd door Gebler.